# Theerachai Thampian
Theerachai Thampian (thailändisch ธีรชัย ธรรมเพียร, * 18. September 1987 in Ayutthaya) ist ein thailändischer Fußballspieler.

## Karriere
Theerachai Thampian stand bis Ende 2016 beim BBCU FC unter Vertrag. Der Verein aus der thailändischen Hauptstadt Bangkok spielte in der ersten Liga des Landes, der Thai Premier League. Für BBCU absolvierte er elf Erstligaspiele. Am Ende der Saison stieg er mit dem Verein in die zweite Liga ab. Nach dem Abstieg wechselte er nach Chiangmai zum Chiangmai FC. Mit Chiangmai spielte er in der zweiten Liga, der Thai League 2. Nach einem Jahr unterschrieb er Anfang 2018 einen Vertrag beim JL Chiangmai United FC. Der ebenfalls in Chiangmai beheimatete Verein spielte in der dritten Liga, der Thai League 3, in der Upper Region. Mit dem Verein wurde er Meister der Region und stieg in die zweite Liga auf. Nach dem Aufstieg verpflichtete ihn der Bangkoker Zweitligist Kasetsart FC. Für Kasetsart spielte er die Hinserie. Die Rückserie stand er für den ebenfalls in der zweiten Liga spielenden Rayong FC aus Rayong auf dem Spielfeld. Als Tabellendritter stieg er mit Rayong in die erste Liga auf. Nach dem Aufstieg wurde sein Vertrag nicht verlängert. Seit Anfang 2020 ist er vertrags- und vereinslos.

## Erfolge
JL Chiangmai United FC
- Thai League 3 – Upper: 2018  ▲